# Lirone (torrente)
Il Lirone è un torrente della provincia di Novara.

## Percorso
Il Lirone nasce nel comune di Gattico da due diversi rami sorgentizi: il più settentrionale origina nei prati della collina Bressanella mentre il secondo è immediatamente ad ovest del rilievo Montepulico. Giunto a Cressa, riceve da destra le acque del torrente Geola, dopodiché sfocia nell'Agogna in località Cacciana nel comune di Fontaneto d'Agogna. La sua lunghezza è di 9,58 chilometri.

## Natura
Il Lirone ha un pregio naturalistico molto elevato: scorre in mezzo ai boschi delle basse colline novaresi.